# Carabodes rimosus
Carabodes rimosus är en kvalsterart som beskrevs av Aoki 1959. Carabodes rimosus ingår i släktet Carabodes och familjen Carabodidae. Inga underarter finns listade.